# Arizelocichla nigriceps
Az Arizelocichla nigriceps a verébalakúak (Passeriformes) rendjébe, ezen belül a bülbülfélék (Pycnonotidae) családjába és az Arizelocichla nembe tartozó faj. 18 centiméter hosszú. Burundi, Kenya, a Kongói Demokratikus Köztársaság, Malawi, Mozambik, Ruanda, Tanzánia és Uganda hegyvidéki nedves erdőiben él. Gyümölcsökkel, virágokkal, levelekkel és rovarokkal táplálkozik.

## Alfajai
- A. n. kikuyuensis (Sharpe, 1891) – kelet-Kongói Demokratikus Köztársaság, délnyugat- és délkelet-Uganda, Ruanda, Burundi, közép-Kenya;
- A. n. nigriceps (Shelley, 1889) – dél-Kenya, észak-Tanzánia;
- A. n. usambarae (Grote, 1919) – délkelet-Kenya, északkelet-Tanzánia;
- A. n. chlorigula (Reichenow, 1899) – keletközép- és dél-Tanzánia;
- A. n. neumanni (Hartert, 1922) – kelet-Tanzánia;
- A. t. fusciceps (Shelley, 1893) – délnyugat-Tanzániától északkelet-Zambiáig, északközép- és délkelet-Malawi, nyugatközép-Mozambik.

## Fordítás
- Ez a szócikk részben vagy egészben  a   Mountain greenbul című angol Wikipédia-szócikk fordításán alapul.  Az eredeti cikk szerkesztőit annak laptörténete sorolja fel. Ez a jelzés csupán a megfogalmazás eredetét és a szerzői jogokat jelzi, nem szolgál a cikkben szereplő információk forrásmegjelöléseként.